# Экклстон, Натан
Натан Экклстон (англ. Nathan Eccleston; 30 декабря 1990, Ньютон-Хит, Манчестер) — английский футболист, нападающий.

## Карьера
Экклстон отправился в молодёжную команду «Ливерпуля» из «Бери» когда ему было 15 лет. В сезоне 2008/09 он играл в команде с составом до 18 лет; на следующий сезон попал в резервную команду, за которую дебютировал 27 августа, забив два гола в ворота «Блэкберн Роверс» (поражение в гостях 2:3).
6 сентября Экклстон был заявлен на групповой стадии Лиги чемпионов. 28 октября он дебютировал в основном составе, заменив на 88-й минуте матча Кубка Лиги против «Арсенала» Филиппа Дегена. Через 3 дня Экклстон впервые появился на поле в матче Премьер-лиги, выйдя на замену на 78-й минуте встречи с «Фулхэмом» вместо Йосси Бенаюна. Оба матча «Ливерпуль» проиграл.
11 января 2010 года Экклстон, контракт которого с клубом истекал летом того же года, подписал новое соглашение с «красными», по которому останется на «Энфилде» до 2013 года. 28 января Экклстон был арендован на месяц клубом Первой Футбольной лиги «Хаддерсфилд Таун». После дебютного матча, где гол Экклстона принёс «Хаддерсфилду» победу, аренда была продлена до 8 мая 2010 года.